# Facción de Yan'an
La Facción de Yan'an (en coreano: 연안파; romanización revisada del coreano: yeonanpa) era un grupo de comunistas pro-China en el gobierno de Corea del Norte después de la división de Corea, que siguió al fin de la Segunda Guerra Mundial.
El grupo estuvo implicado en una lucha de poder con facciones prosoviéticas, pero Kim Il-sung fue capaz de derrotarlas a ambas y dominar el gobierno norcoreano, permitiéndole impulsar la lucha por la reunificación durante la guerra de Corea. "Yeonan" es la lectura coreana de Yan'an, una ciudad en China que alojó la base del Partido Comunista de China durante la Guerra Civil.
El grupo fue dirigido primero por Mu Chong y después por Kim Tu-bong y Choe Chang-ik, exiliados coreanos habían vivido en la provincia de Shaanxi y se unieron al PCCh.
Habían formado su partido propio, en el exilio, la Liga de China del Norte para la Independencia de Corea. En el otoño de 1945, la Unión Soviética permitió a unos 4.000 coreanos que se habían unido el movimiento comunista chino para luchar con el EPL regresar a Corea del Norte, aunque les desarmaron.  Entonces formaron Nuevo Partido Popular de Corea, que se unió al Partido Comunista en 1946 para formar el Partido de Trabajadores de Corea del Norte. Muchos miembros de la Facción de Yan'an había luchado en el Octavo Ejército de Ruta y el Nuevo Cuarto Ejército, por lo que tenían relaciones cercanas con Mao Zedong.

## Influencia
El grupo incluía a treinta generales del Ejército Popular de Corea (EPC) para cuando empezó la guerra de Corea. Mu Chong era vicemariscal en el Ministerio de Defensa y Pak Il-u era ministro de Asuntos Internos y comandante suplente del Comando Combinado de Fuerzas Sino-norcoreanas. Kim Ung era comandante de frente del EPC en 1951, Pang Ho-san, Lee Kwon-mu y Kim Chang-dok eran comandantes de unidades.

## Lista
- Kim Tu-bong
- Choe Chang-ik
- Mu Chong
- Ho Jong-suk
- Pak Il-u
- Han Pin
- Yun Kong-hum
- So Hwi
- Kim Chang-man
- Kim Won-bong